# Liga de Campeones Femenina de la UEFA 2024-25
La Liga de Campeones Femenina de la UEFA 2024-25 fue la 24.ª edición de la competición y la 4.ª y última temporada que se implementó la fase de grupos de 16 clubes debido a que para la próxima temporada cambiarán el formato que será muy parecido al formato de la temporada 2024-25 de la Champions League Masculina
y cuya final se jugará en el Estádio José Alvalade de Lisboa, Portugal.

## Asignación de equipos por asociación
73 equipos de 52 de las 55 federaciones miembro de la UEFA participaron en la Liga de Campeones femenina 2023-24 La clasificación de la asociación basada en los coeficientes de país de la UEFA se usa para determinar el número de equipos participantes para cada asociación:
- Las asociaciones 1º al 6º tienen tres equipos clasificados.
- Las asociaciones 7º al 16º tienen dos equipos clasificados.
- Las asociaciones 17º al 52º (excepto Rusia) tienen un equipo clasificado.
- Al ganador de la Liga de Campeones Femenina de la UEFA 2023-24 se le otorgará una plaza adicional si no accede a la Liga de Campeones 2024-25 a través de su liga local. [2]

## Calendario
El calendario de la competición es la siguiente. Todos los sorteos se llevan a cabo en la sede de la UEFA en Nyon, Suiza.
| Fase              | Ronda                             | Fecha de Sorteo          | Ida                                                 | Vuelta                                              |
| ----------------- | --------------------------------- | ------------------------ | --------------------------------------------------- | --------------------------------------------------- |
| Clasificación     | Ronda Preliminar (si se necesita) | 5 de julio de 2024       | 24/25 de julio de 2024                              | 31 de julio/1 de agosto de 2024                     |
| Clasificación     | Primera Ronda                     | 5 de julio de 2024       | 4 de septiembre de 2024 (semifinales)               | 7 de septiembre de 2024 (3° Lugar y Final)          |
| Clasificación     | Segunda Ronda                     | 9 de septiembre de 2024  | 18/19 de septiembre de 2024                         | 25/26 de septiembre de 2024                         |
| Fase de grupos    | Jornada 1                         | 27 de septiembre de 2024 | 8/9 de octubre de 2024                              | 8/9 de octubre de 2024                              |
| Fase de grupos    | Jornada 2                         | 27 de septiembre de 2024 | 16/17 de octubre de 2024                            | 16/17 de octubre de 2024                            |
| Fase de grupos    | Jornada 3                         | 27 de septiembre de 2024 | 12/13 de noviembre de 2024                          | 12/13 de noviembre de 2024                          |
| Fase de grupos    | Jornada 4                         | 27 de septiembre de 2024 | 20/21 de noviembre de 2024                          | 20/21 de noviembre de 2024                          |
| Fase de grupos    | Jornada 5                         | 27 de septiembre de 2024 | 11/12 de diciembre de 2024                          | 11/12 de diciembre de 2024                          |
| Fase de grupos    | Jornada 6                         | 27 de septiembre de 2024 | 17/18 de diciembre de 2024                          | 17/18 de diciembre de 2024                          |
| Fase eliminatoria | Cuartos de final                  | 7 de febrero de 2025     | 18/19 de marzo de 2025                              | 26/27 de marzo de 2025                              |
| Fase eliminatoria | Semifinales                       | 7 de febrero de 2025     | 19/20 de abril de 2025                              | 26/27 de abril de 2025                              |
| Fase eliminatoria | Final                             | 7 de febrero de 2025     | 24 de mayo de 2025 en Estádio José Alvalade, Lisboa | 24 de mayo de 2025 en Estádio José Alvalade, Lisboa |

## Ronda Clasificatoria

### Ronda 1
La Ronda 1 de la Fase de clasificación se divide en dos secciones: Ruta de Campeones (para los campeones de la liga) y Ruta de Liga (para los no campeones de la liga). Cada cuatro equipos disputan un mini torneo, dos semifinales, final y tercer lugar; el ganador de la final de cada mini torneo accede a la Ronda 2. Un total de 57 equipos participan en la primera ronda de clasificación.
| Equipo 1       | Resultado | Equipo 2             |
| -------------- | --------- | -------------------- |
| ACF Fiorentina | 1–0       | AFC Ajax Vrouwen     |
| Sparta Praga   | 0–2       | Paris FC             |
| Arsenal WFC    | 1–0       | Rosenborg BK Kvinner |
| Breiðablik     | 0–2       | Sporting de Portugal |

| Equipo 1                | Resultado | Equipo 2               |
| ----------------------- | --------- | ---------------------- |
| SFK Sarajevo 2000       | 0–4       | SL Benfica             |
| Vllaznia                | 0–1       | SKN St. Pölten         |
| Celtic FCW              | 2–0       | FC Gintra              |
| Birkirkara FC           | 0–5       | RSC Anderlecht         |
| FC Twente               | 5–0       | Valur Reykjavík        |
| Apollon Ladies FC       | 2–3       | ŽNK Pomurje            |
| PAOK FC                 | 0–2       | Servette FCCF          |
| BIIK Kazygurt           | 0–5       | Galatasaray SK         |
| ŽNK Osijek              | 2–1       | WFC Peamount United    |
| Ferencváros Torna Club  | 0–2       | WFC Zhytlobud-2 Járkov |
| Vålerenga Fotball Damer | 3–1       | FC Farul Constanța     |

### Ronda 2
La Ronda 2 de la Fase de clasificación se divide en dos secciones: Ruta de Campeones (para los campeones de la liga) y Ruta de Liga (para los no campeones de la liga). Un total de 24 equipos participaran en la segunda ronda de clasificación. El sorteo se realizó el 9 de septiembre de 2024. Los ganadores de la Ronda 2 avanzan a la fase de grupos.
El sorteo de la Ronda 2 se llevó a cabo el 9 de septiembre de 2024 a las 11:00 CEST.
| Equipo 1          | Agr. | Equipo 2            | Ida | Vuelta |
| ----------------- | ---- | ------------------- | --- | ------ |
| Sporting Portugal | 2–5  | Real Madrid         | 1–2 | 1–3    |
| Juventus          | 5–2  | Paris Saint-Germain | 3–1 | 2–1    |
| Paris             | 0–8  | Manchester City     | 0–5 | 0–3    |
| Fiorentina        | 0–12 | Wolfsburg           | 0–7 | 0–5    |
| Häcken            | 1–4  | Arsenal             | 1–0 | 0–4    |

| Equipo 1               | Agr.        | Equipo 2     | Ida | Vuelta |
| ---------------------- | ----------- | ------------ | --- | ------ |
| St. Pölten             | 8–0         | ŽNK Pomurje  | 3–0 | 5–0    |
| Benfica                | 2–3         | Hammarby     | 1–2 | 2–0    |
| ŽNK Osijek             | 1–8         | Twente       | 1–4 | 0–4    |
| Galatasaray            | 4–3 (t. s.) | Slavia Praga | 2–2 | 2–1    |
| Roma                   | 10–3        | Servette     | 3–1 | 7–2    |
| Anderlecht             | 1–5         | Vålerenga    | 1–2 | 0–3    |
| WFC Zhytlobud-2 Járkov | 0–3         | Celtic       | 0–1 | 0–2    |

## Fase de grupos
El sorteo se celebró el 27 de septiembre de 2024 en Nyon, y los 16 equipos se dividieron en cuatro grupos de cuatro equipos, con la restricción de que los equipos de la misma asociación, así como los equipos de Rusia y Ucrania no pueden enfrentarse entre sí. Para el sorteo, los equipos se dividen en cuatro bombos.
- El bombo 1 contiene a los campeones de la Liga de Campeones y a los campeones de las ligas de las tres mejores asociaciones según el coeficiente de países de la UEFA (están ordenados de acuerdo al Coeficiente UEFA de clubes por países). Si uno o ambos equipos campeones de la Liga de Campeones y Liga Europa también son campeones de las ligas de las asociaciones principales, los campeones de las ligas de las siguientes asociaciones con mejor clasificación también se clasifican para el bombo 1.

- Los bombos 2, 3 y 4 contienen los equipos restantes, ordenados en función de sus coeficientes de clubes de la UEFA.

En cada grupo, los equipos juegan unos contra otros en casa y fuera en un formato de todos contra todos. Los ganadores de grupo y los subcampeones avanzan a la ronda de cuartos de final.
 Marrón: Grupo A 
 Rojo: Grupo B 
 Naranja: Grupo C 
 Amarillo: Grupo D
- En cursiva los equipos debutantes
- CV: Vigente Campeón

| Bombo 1                                                                                        | Bombo 2                                                                                    | Bombo 3                                                                     | Bombo 4                                                                        |
| ---------------------------------------------------------------------------------------------- | ------------------------------------------------------------------------------------------ | --------------------------------------------------------------------------- | ------------------------------------------------------------------------------ |
| Barcelona CC: 130.633CV Olympique Lyon CC: 118.666 Bayern Múnich CC: 87.799 Chelsea CC: 84.999 | Wolfsburgo CC: 92,799 Arsenal CC: 57,999 Real Madrid CC: 41,633 Manchester City CC: 40,999 | Juventus CC: 40,800 St. Pölten CC: 32,250 Roma CC: 28,800 Twente CC: 18,400 | Vålerenga CC: 15,300 Celtic CC: 6,400 Hammarby CC: 4,999 Galatasaray CC: 1,500 |

### Grupo A
| Equipo         | Pts. | PJ | PG | PE | PP | GF | GC | Dif. | Notas                     |
| -------------- | ---- | -- | -- | -- | -- | -- | -- | ---- | ------------------------- |
| Olympique Lyon | 18   | 6  | 6  | 0  | 0  | 19 | 1  | 18   | Acceso a cuartos de final |
| Wolfsburgo     | 9    | 6  | 3  | 0  | 3  | 16 | 5  | 11   | Acceso a cuartos de final |
| Roma           | 9    | 6  | 3  | 0  | 3  | 12 | 14 | -2   |                           |
| Galatasaray    | 0    | 6  | 0  | 0  | 6  | 1  | 28 | -27  |                           |

|     | LYO | WOL | ROM | GAL |
| --- | --- | --- | --- | --- |
| LYO |     | 1–0 | 4–1 | 3–0 |
| WOL | 0–2 |     | 6–1 | 5–0 |
| ROM | 0–3 | 1–0 |     | 3–0 |
| GAL | 0–6 | 0–5 | 1–6 |     |

### Grupo B
| Equipo      | Pts. | PJ | PG | PE | PP | GF | GC | Dif. | Notas                     |
| ----------- | ---- | -- | -- | -- | -- | -- | -- | ---- | ------------------------- |
| Chelsea     | 18   | 6  | 6  | 0  | 0  | 19 | 6  | 13   | Acceso a cuartos de final |
| Real Madrid | 12   | 6  | 4  | 0  | 2  | 20 | 7  | 13   | Acceso a cuartos de final |
| Twente      | 6    | 6  | 2  | 0  | 4  | 9  | 19 | -10  |                           |
| Celtic      | 0    | 6  | 0  | 0  | 6  | 1  | 17 | -16  |                           |

|     | CHE | RMA | TWE | CEL |
| --- | --- | --- | --- | --- |
| CHE |     | 3–2 | 6–1 | 3–0 |
| RMA | 1–2 |     | 7–0 | 4–0 |
| TWE | 1–3 | 2–3 |     | 3–0 |
| CEL | 1–2 | 0–3 | 0–2 |     |

### Grupo C
| Equipo        | Pts. | PJ | PG | PE | PP | GF | GC | Dif. | Notas                     |
| ------------- | ---- | -- | -- | -- | -- | -- | -- | ---- | ------------------------- |
| Arsenal       | 15   | 6  | 5  | 0  | 1  | 17 | 9  | 8    | Acceso a cuartos de final |
| Bayern Múnich | 13   | 6  | 4  | 1  | 1  | 17 | 6  | 11   | Acceso a cuartos de final |
| Juventus      | 6    | 6  | 2  | 0  | 4  | 4  | 11 | -7   |                           |
| Vålerenga     | 1    | 6  | 0  | 1  | 5  | 3  | 15 | -12  |                           |

|     | ARS | BAY | JUV | VÅL |
| --- | --- | --- | --- | --- |
| ARS |     | 3–2 | 1–0 | 4–1 |
| BAY | 5–2 |     | 4–0 | 3–0 |
| JUV | 0–4 | 0–2 |     | 3–0 |
| VÅL | 1–3 | 1–1 | 0–1 |     |

### Grupo D
| Equipo          | Pts. | PJ | PG | PE | PP | GF | GC | Dif. | Notas                     |
| --------------- | ---- | -- | -- | -- | -- | -- | -- | ---- | ------------------------- |
| Barcelona       | 15   | 6  | 5  | 0  | 1  | 26 | 3  | 23   | Acceso a cuartos de final |
| Manchester City | 15   | 6  | 5  | 0  | 1  | 11 | 6  | 5    | Acceso a cuartos de final |
| Hammarby        | 6    | 6  | 2  | 0  | 4  | 5  | 17 | -12  |                           |
| St. Pölten      | 0    | 6  | 0  | 0  | 6  | 4  | 20 | -16  |                           |

|     | BAR | MCI | HAM | PÖL |
| --- | --- | --- | --- | --- |
| BAR |     | 3–0 | 9–0 | 7–0 |
| MCI | 2–0 |     | 2–0 | 2–0 |
| HAM | 0–3 | 1–2 |     | 2–0 |
| PÖL | 1–4 | 2–3 | 1–2 |     |

## Fase eliminatoria
En la fase eliminatoria, los equipos juegan uno contra el otro en dos partidos, uno en casa y otro como visitante, a excepción de la final a un partido. El mecanismo de los sorteos para cada ronda es el siguiente:
- En el sorteo de los cuartos de final, los cuatro ganadores de grupo son cabezas de serie, y los cuatro segundos de grupo no lo son. Los cabezas de serie se enfrentan a un segundo de grupo, jugando el partido de vuelta en casa. Los equipos del mismo grupo no se pueden enfrentar, sin embargo, los de la misma asociación sí.
- En los sorteos de las semifinales y final, no hay cabezas de serie. Los equipos del mismo grupo o la misma asociación se pueden enfrentar entre sí.
- El sorteo se realizará en la sede de la UEFA el 7 de febrero en Nyon.[5][6]

| Grupo | Bombo 1 (Líderes de grupo) | Bombo 2 (Segundos de grupo) |
| ----- | -------------------------- | --------------------------- |
| A     | Olympique Lyon             | Wolfsburgo                  |
| B     | Chelsea                    | Real Madrid                 |
| C     | Arsenal                    | Bayern Múnich               |
| D     | Barcelona                  | Manchester City             |

|  | Cuartos de final                                             | Cuartos de final                                             | Cuartos de final                                             | Cuartos de final                                             | Cuartos de final                                             |   |           | Semifinales                                                  | Semifinales                                                  | Semifinales                                                  | Semifinales                                                  | Semifinales                                                  |  |         | Final                                            | Final                                            | Final                                            |  |
|  | 18/19 de marzo de 2025 (ida) 26/27 de marzo de 2025 (vuelta) | 18/19 de marzo de 2025 (ida) 26/27 de marzo de 2025 (vuelta) | 18/19 de marzo de 2025 (ida) 26/27 de marzo de 2025 (vuelta) | 18/19 de marzo de 2025 (ida) 26/27 de marzo de 2025 (vuelta) | 18/19 de marzo de 2025 (ida) 26/27 de marzo de 2025 (vuelta) |   |           | 19/20 de abril de 2025 (ida) 26/27 de abril de 2025 (vuelta) | 19/20 de abril de 2025 (ida) 26/27 de abril de 2025 (vuelta) | 19/20 de abril de 2025 (ida) 26/27 de abril de 2025 (vuelta) | 19/20 de abril de 2025 (ida) 26/27 de abril de 2025 (vuelta) | 19/20 de abril de 2025 (ida) 26/27 de abril de 2025 (vuelta) |  |         | 24 de mayo de 2025 Estádio José Alvalade, Lisboa | 24 de mayo de 2025 Estádio José Alvalade, Lisboa | 24 de mayo de 2025 Estádio José Alvalade, Lisboa |  |
|  |                                                              |                                                              |                                                              |                                                              |                                                              |   |           |                                                              |                                                              |                                                              |                                                              |                                                              |  |         |                                                  |                                                  |                                                  |  |
|  |                                                              |                                                              |                                                              |                                                              |                                                              |   |           |                                                              |                                                              |                                                              |                                                              |                                                              |  |         |                                                  |                                                  |                                                  |  |
|  | Bayern Múnich                                                | Bayern Múnich                                                | 0                                                            | 1                                                            | 1                                                            |   |           |                                                              |                                                              |                                                              |                                                              |                                                              |  |         |                                                  |                                                  |                                                  |  |
|  | Bayern Múnich                                                | Bayern Múnich                                                | 0                                                            | 1                                                            | 1                                                            |   |           |                                                              |                                                              |                                                              |                                                              |                                                              |  |         |                                                  |                                                  |                                                  |  |
|  | Olympique Lyon                                               | Olympique Lyon                                               | 2                                                            | 4                                                            | 6                                                            |   |           |                                                              |                                                              |                                                              |                                                              |                                                              |  |         |                                                  |                                                  |                                                  |  |
|  | Olympique Lyon                                               | Olympique Lyon                                               | 2                                                            | 4                                                            | 6                                                            |   | Arsenal   | Arsenal                                                      | 1                                                            | 4                                                            | 5                                                            |                                                              |  |         |                                                  |                                                  |                                                  |  |
|  |                                                              |                                                              |                                                              |                                                              |                                                              |   | Arsenal   | Arsenal                                                      | 1                                                            | 4                                                            | 5                                                            |                                                              |  |         |                                                  |                                                  |                                                  |  |
|  |                                                              |                                                              | Olympique Lyon                                               | Olympique Lyon                                               | 2                                                            | 1 | 3         |                                                              |                                                              |                                                              |                                                              |                                                              |  |         |                                                  |                                                  |                                                  |  |
|  | Real Madrid                                                  | Real Madrid                                                  | Olympique Lyon                                               | Olympique Lyon                                               | 2                                                            | 1 | 3         | 2                                                            | 0                                                            | 2                                                            |                                                              |                                                              |  |         |                                                  |                                                  |                                                  |  |
|  | Real Madrid                                                  | Real Madrid                                                  |                                                              |                                                              |                                                              |   |           |                                                              |                                                              | 2                                                            |                                                              |                                                              |  |         |                                                  |                                                  |                                                  |  |
|  | Arsenal                                                      | Arsenal                                                      | 0                                                            | 3                                                            | 3                                                            |   |           |                                                              |                                                              |                                                              |                                                              |                                                              |  |         |                                                  |                                                  |                                                  |  |
|  | Arsenal                                                      | Arsenal                                                      | 0                                                            | 3                                                            | 3                                                            |   |           |                                                              |                                                              |                                                              |                                                              |                                                              |  | Arsenal | Arsenal                                          | 1                                                |                                                  |  |
|  |                                                              |                                                              |                                                              |                                                              |                                                              |   |           |                                                              |                                                              |                                                              |                                                              |                                                              |  | Arsenal | Arsenal                                          | 1                                                |                                                  |  |
|  |                                                              |                                                              | Barcelona                                                    | Barcelona                                                    | 0                                                            |   |           |                                                              |                                                              |                                                              |                                                              |                                                              |  |         |                                                  |                                                  |                                                  |  |
|  | Wolfsburgo                                                   | Wolfsburgo                                                   | Barcelona                                                    | Barcelona                                                    | 0                                                            | 1 | 1         | 2                                                            |                                                              |                                                              |                                                              |                                                              |  |         |                                                  |                                                  |                                                  |  |
|  | Wolfsburgo                                                   | Wolfsburgo                                                   |                                                              |                                                              |                                                              |   |           |                                                              |                                                              |                                                              |                                                              |                                                              |  |         |                                                  |                                                  |                                                  |  |
|  | Barcelona                                                    | Barcelona                                                    | 4                                                            | 6                                                            | 10                                                           |   |           |                                                              |                                                              |                                                              |                                                              |                                                              |  |         |                                                  |                                                  |                                                  |  |
|  | Barcelona                                                    | Barcelona                                                    | 4                                                            | 6                                                            | 10                                                           |   | Barcelona | Barcelona                                                    | 4                                                            | 4                                                            | 8                                                            |                                                              |  |         |                                                  |                                                  |                                                  |  |
|  |                                                              |                                                              |                                                              |                                                              |                                                              |   | Barcelona | Barcelona                                                    | 4                                                            | 4                                                            | 8                                                            |                                                              |  |         |                                                  |                                                  |                                                  |  |
|  |                                                              |                                                              | Chelsea                                                      | Chelsea                                                      | 1                                                            | 1 | 2         |                                                              |                                                              |                                                              |                                                              |                                                              |  |         |                                                  |                                                  |                                                  |  |
|  | Manchester City                                              | Manchester City                                              | Chelsea                                                      | Chelsea                                                      | 1                                                            | 1 | 2         | 2                                                            | 0                                                            | 2                                                            |                                                              |                                                              |  |         |                                                  |                                                  |                                                  |  |
|  | Manchester City                                              | Manchester City                                              |                                                              |                                                              |                                                              |   |           |                                                              |                                                              | 2                                                            |                                                              |                                                              |  |         |                                                  |                                                  |                                                  |  |
|  | Chelsea                                                      | Chelsea                                                      | 0                                                            | 3                                                            | 3                                                            |   |           |                                                              |                                                              |                                                              |                                                              |                                                              |  |         |                                                  |                                                  |                                                  |  |
|  | Chelsea                                                      | Chelsea                                                      | 0                                                            | 3                                                            | 3                                                            |   |           |                                                              |                                                              |                                                              |                                                              |                                                              |  |         |                                                  |                                                  |                                                  |  |
|  |                                                              |                                                              |                                                              |                                                              |                                                              |   |           |                                                              |                                                              |                                                              |                                                              |                                                              |  |         |                                                  |                                                  |                                                  |  |

### Cuartos de final
| Equipo 1        | Agr. | Equipo 2       | Ida | Vuelta |
| --------------- | ---- | -------------- | --- | ------ |
| Real Madrid     | 2–3  | Arsenal        | 2–0 | 0–3    |
| Bayern Múnich   | 1–6  | Olympique Lyon | 0–2 | 1–4    |
| Wolfsburgo      | 2–10 | Barcelona      | 1–4 | 1–6    |
| Manchester City | 2–3  | Chelsea        | 2–0 | 0–3    |

### Semifinales
| Equipo 1  | Agr. | Equipo 2       | Ida | Vuelta |
| --------- | ---- | -------------- | --- | ------ |
| Arsenal   | 5–3  | Olympique Lyon | 1–2 | 4–1    |
| Barcelona | 8–2  | Chelsea        | 4–1 | 4–1    |

Los partidos de ida se jugaron los días 19 y 20 de abril, y los de vuelta el día 27 de abril de 2025.

### Final
| 14    | POR   | Daphne van Domselaar |       |
| 2     | DEF   | Emily Fox            |       |
| 6     | DEF   | Leah Williamson      |       |
| 7     | DEF   | Steph Catley         |       |
| 11    | DEF   | Katie McCabe         |       |
| 10    | MED   | Kim Little           |       |
| 12    | MED   | Frida Maanum         | 67'   |
| 8     | MED   | Mariona Caldentey    |       |
| 18    | DEL   | Chloe Kelly          | 67'   |
| 23    | DEL   | Alessia Russo        | 90+1' |
| 19    | DEL   | Caitlin Foord        | 86'   |
| D. T. | D. T. | Renée Slegers        |       |

| 13    | POR   | Catalina Coll          |     |
| 22    | DEF   | Ona Batlle             |     |
| 2     | DEF   | Irene Paredes          |     |
| 4     | DEF   | Mapi León              | 78' |
| 16    | DEF   | Fridolina Rolfö        | 78' |
| 14    | MED   | Aitana Bonmatí         |     |
| 12    | MED   | Patri Guijarro         |     |
| 11    | MED   | Alexia Putellas        |     |
| 10    | DEL   | Caroline Graham Hansen |     |
| 17    | DEL   | Ewa Pajor              |     |
| 9     | DEL   | Claudia Pina           | 62' |
| D. T. | D. T. | Pere Romeu             |     |

| 9  | DEL | Beth Mead          | 67'   |
| 25 | DEL | Stina Blackstenius | 67'   |
| 17 | DEL | Lina Hurtig        | 86'   |
| 3  | DEF | Lotte Wubben-Moy   | 90+1' |

| 7  | DEL | Salma Paralluelo     | 62' |
| 23 | MED | Ingrid Syrstad Engen | 78' |
| 24 | DEL | Esmee Brugts         | 78' |

| 74' | Stina Blackstenius | 1:0 |

| 65' | Chloe Kelly |

| 50' · 88' | Irene Paredes Salma Paralluelo |

| Principal  | Ivana Martinčić    |
| Asistentes | Sanja Rođak-Karšić |
|            | Maja Petravić      |
| Cuarto     | Ivana Projkovska   |
| Quinto     | Staša Špur         |

| VAR            | Tiago Martins    |
| Asistentes VAR | Momčilo Marković |
|                | Alen Borošak     |

|                    |     |     |
| Tiros              | 8   | 20  |
| Tiros a puerta     | 3   | 5   |
| Faltas             | 4   | 10  |
| Saques de esquina  | 2   | 12  |
| Fueras de juego    | 4   | 0   |
| Posesión del balón | 44% | 56% |

| Alineación inicial |

| 14    | POR   | Daphne van Domselaar |       |
| 2     | DEF   | Emily Fox            |       |
| 6     | DEF   | Leah Williamson      |       |
| 7     | DEF   | Steph Catley         |       |
| 11    | DEF   | Katie McCabe         |       |
| 10    | MED   | Kim Little           |       |
| 12    | MED   | Frida Maanum         | 67'   |
| 8     | MED   | Mariona Caldentey    |       |
| 18    | DEL   | Chloe Kelly          | 67'   |
| 23    | DEL   | Alessia Russo        | 90+1' |
| 19    | DEL   | Caitlin Foord        | 86'   |
| D. T. | D. T. | Renée Slegers        |       |

| 13    | POR   | Catalina Coll          |     |
| 22    | DEF   | Ona Batlle             |     |
| 2     | DEF   | Irene Paredes          |     |
| 4     | DEF   | Mapi León              | 78' |
| 16    | DEF   | Fridolina Rolfö        | 78' |
| 14    | MED   | Aitana Bonmatí         |     |
| 12    | MED   | Patri Guijarro         |     |
| 11    | MED   | Alexia Putellas        |     |
| 10    | DEL   | Caroline Graham Hansen |     |
| 17    | DEL   | Ewa Pajor              |     |
| 9     | DEL   | Claudia Pina           | 62' |
| D. T. | D. T. | Pere Romeu             |     |

| 9  | DEL | Beth Mead          | 67'   |
| 25 | DEL | Stina Blackstenius | 67'   |
| 17 | DEL | Lina Hurtig        | 86'   |
| 3  | DEF | Lotte Wubben-Moy   | 90+1' |

| 7  | DEL | Salma Paralluelo     | 62' |
| 23 | MED | Ingrid Syrstad Engen | 78' |
| 24 | DEL | Esmee Brugts         | 78' |

| 74' | Stina Blackstenius | 1:0 |

| 65' | Chloe Kelly |

| 50' · 88' | Irene Paredes Salma Paralluelo |

| Principal  | Ivana Martinčić    |
| Asistentes | Sanja Rođak-Karšić |
|            | Maja Petravić      |
| Cuarto     | Ivana Projkovska   |
| Quinto     | Staša Špur         |

| VAR            | Tiago Martins    |
| Asistentes VAR | Momčilo Marković |
|                | Alen Borošak     |

|                    |     |     |
| Tiros              | 8   | 20  |
| Tiros a puerta     | 3   | 5   |
| Faltas             | 4   | 10  |
| Saques de esquina  | 2   | 12  |
| Fueras de juego    | 4   | 0   |
| Posesión del balón | 44% | 56% |

| Alineación inicial |

| 14    | POR   | Daphne van Domselaar |       |
| 2     | DEF   | Emily Fox            |       |
| 6     | DEF   | Leah Williamson      |       |
| 7     | DEF   | Steph Catley         |       |
| 11    | DEF   | Katie McCabe         |       |
| 10    | MED   | Kim Little           |       |
| 12    | MED   | Frida Maanum         | 67'   |
| 8     | MED   | Mariona Caldentey    |       |
| 18    | DEL   | Chloe Kelly          | 67'   |
| 23    | DEL   | Alessia Russo        | 90+1' |
| 19    | DEL   | Caitlin Foord        | 86'   |
| D. T. | D. T. | Renée Slegers        |       |

| 13    | POR   | Catalina Coll          |     |
| 22    | DEF   | Ona Batlle             |     |
| 2     | DEF   | Irene Paredes          |     |
| 4     | DEF   | Mapi León              | 78' |
| 16    | DEF   | Fridolina Rolfö        | 78' |
| 14    | MED   | Aitana Bonmatí         |     |
| 12    | MED   | Patri Guijarro         |     |
| 11    | MED   | Alexia Putellas        |     |
| 10    | DEL   | Caroline Graham Hansen |     |
| 17    | DEL   | Ewa Pajor              |     |
| 9     | DEL   | Claudia Pina           | 62' |
| D. T. | D. T. | Pere Romeu             |     |

| 9  | DEL | Beth Mead          | 67'   |
| 25 | DEL | Stina Blackstenius | 67'   |
| 17 | DEL | Lina Hurtig        | 86'   |
| 3  | DEF | Lotte Wubben-Moy   | 90+1' |

| 7  | DEL | Salma Paralluelo     | 62' |
| 23 | MED | Ingrid Syrstad Engen | 78' |
| 24 | DEL | Esmee Brugts         | 78' |

| 74' | Stina Blackstenius | 1:0 |

| 65' | Chloe Kelly |

| 50' · 88' | Irene Paredes Salma Paralluelo |

| Principal  | Ivana Martinčić    |
| Asistentes | Sanja Rođak-Karšić |
|            | Maja Petravić      |
| Cuarto     | Ivana Projkovska   |
| Quinto     | Staša Špur         |

| VAR            | Tiago Martins    |
| Asistentes VAR | Momčilo Marković |
|                | Alen Borošak     |

|                    |     |     |
| Tiros              | 8   | 20  |
| Tiros a puerta     | 3   | 5   |
| Faltas             | 4   | 10  |
| Saques de esquina  | 2   | 12  |
| Fueras de juego    | 4   | 0   |
| Posesión del balón | 44% | 56% |

| Alineación inicial |

| 14    | POR   | Daphne van Domselaar |       |
| 2     | DEF   | Emily Fox            |       |
| 6     | DEF   | Leah Williamson      |       |
| 7     | DEF   | Steph Catley         |       |
| 11    | DEF   | Katie McCabe         |       |
| 10    | MED   | Kim Little           |       |
| 12    | MED   | Frida Maanum         | 67'   |
| 8     | MED   | Mariona Caldentey    |       |
| 18    | DEL   | Chloe Kelly          | 67'   |
| 23    | DEL   | Alessia Russo        | 90+1' |
| 19    | DEL   | Caitlin Foord        | 86'   |
| D. T. | D. T. | Renée Slegers        |       |

| 13    | POR   | Catalina Coll          |     |
| 22    | DEF   | Ona Batlle             |     |
| 2     | DEF   | Irene Paredes          |     |
| 4     | DEF   | Mapi León              | 78' |
| 16    | DEF   | Fridolina Rolfö        | 78' |
| 14    | MED   | Aitana Bonmatí         |     |
| 12    | MED   | Patri Guijarro         |     |
| 11    | MED   | Alexia Putellas        |     |
| 10    | DEL   | Caroline Graham Hansen |     |
| 17    | DEL   | Ewa Pajor              |     |
| 9     | DEL   | Claudia Pina           | 62' |
| D. T. | D. T. | Pere Romeu             |     |

| 9  | DEL | Beth Mead          | 67'   |
| 25 | DEL | Stina Blackstenius | 67'   |
| 17 | DEL | Lina Hurtig        | 86'   |
| 3  | DEF | Lotte Wubben-Moy   | 90+1' |

| 7  | DEL | Salma Paralluelo     | 62' |
| 23 | MED | Ingrid Syrstad Engen | 78' |
| 24 | DEL | Esmee Brugts         | 78' |

| 74' | Stina Blackstenius | 1:0 |

| 65' | Chloe Kelly |

| 50' · 88' | Irene Paredes Salma Paralluelo |

| Principal  | Ivana Martinčić    |
| Asistentes | Sanja Rođak-Karšić |
|            | Maja Petravić      |
| Cuarto     | Ivana Projkovska   |
| Quinto     | Staša Špur         |

| VAR            | Tiago Martins    |
| Asistentes VAR | Momčilo Marković |
|                | Alen Borošak     |

|                    |     |     |
| Tiros              | 8   | 20  |
| Tiros a puerta     | 3   | 5   |
| Faltas             | 4   | 10  |
| Saques de esquina  | 2   | 12  |
| Fueras de juego    | 4   | 0   |
| Posesión del balón | 44% | 56% |

| Alineación inicial |

| Trofeo de la Liga de Campeones Femenina de la UEFA |
| Bandera de Inglaterra                              |
| Campeón Arsenal 2.° título                         |

## Estadísticas

### Tabla de goleadoras
Nota: No contabilizados los partidos y goles en rondas previas.
Las jugadoras igualadas en goles marcados se ordenan primero en asistencias y luego en menor número de minutos jugados.
| \| Pos. \| Jugadora \| Goles \| Part. \| Prom. \| Club \| \| ---- \| ------------------- \| ----- \| ----- \| ----- \| -------------- \| \| 1 \| Claudia Pina \| 10 \| 8 \| 1.25 \| Barcelona \| \| 2 \| Alessia Russo \| 7 \| 10 \| 0.7 \| Arsenal \| \| = \| Mariona Caldentey \| 7 \| 10 \| 0.7 \| Arsenal \| \| 4 \| Pernille Harder \| 6 \| 8 \| 0.75 \| Bayern Múnich \| \| = \| Melchie Dumornay \| 6 \| 9 \| 0.67 \| Olympique Lyon \| \| = \| Ewa Pajor \| 6 \| 10 \| 0.6 \| Barcelona \| \| = \| Kadidiatou Diani \| 6 \| 10 \| 0.6 \| Olympique Lyon \| \| 8 \| Kayleigh van Dooren \| 5 \| 6 \| 0.83 \| Twente \| \| = \| Signe Bruun \| 5 \| 7 \| 0.71 \| Real Madrid \| \| 10 \| Salma Paralluelo \| 4 \| 6 \| 0.67 \| Barcelona \| \| = \| Sveindís Jónsdóttir \| 4 \| 7 \| 0.57 \| Wolfsburgo \| \| = \| Alexandra Popp \| 4 \| 7 \| 0.57 \| Wolfsburgo \| \| = \| Linda Caicedo \| 4 \| 8 \| 0.5 \| Real Madrid \| \| = \| Aitana Bonmatí \| 4 \| 10 \| 0.4 \| Barcelona \| Actualizado al último partido disputado el 27 de abril de 2025 (de acuerdo a la página oficial de la competición). |                     |       |       |       |                |
| Pos. | Jugadora            | Goles | Part. | Prom. | Club           |
| 1 | Claudia Pina        | 10    | 8     | 1.25  | Barcelona      |
| 2 | Alessia Russo       | 7     | 10    | 0.7   | Arsenal        |
| = | Mariona Caldentey   | 7     | 10    | 0.7   | Arsenal        |
| 4 | Pernille Harder     | 6     | 8     | 0.75  | Bayern Múnich  |
| = | Melchie Dumornay    | 6     | 9     | 0.67  | Olympique Lyon |
| = | Ewa Pajor           | 6     | 10    | 0.6   | Barcelona      |
| = | Kadidiatou Diani    | 6     | 10    | 0.6   | Olympique Lyon |
| 8 | Kayleigh van Dooren | 5     | 6     | 0.83  | Twente         |
| = | Signe Bruun         | 5     | 7     | 0.71  | Real Madrid    |
| 10 | Salma Paralluelo    | 4     | 6     | 0.67  | Barcelona      |
| = | Sveindís Jónsdóttir | 4     | 7     | 0.57  | Wolfsburgo     |
| = | Alexandra Popp      | 4     | 7     | 0.57  | Wolfsburgo     |
| = | Linda Caicedo       | 4     | 8     | 0.5   | Real Madrid    |
| = | Aitana Bonmatí      | 4     | 10    | 0.4   | Barcelona      |

### Tabla de asistentes
Nota: No contabilizados los partidos y goles en rondas previas.
Las jugadoras igualadas en goles marcados se ordenan primero en asistencias y luego en menor número de minutos jugados.
| \| Pos. \| Jugadora \| Asist. \| Part. \| Prom. \| Club \| \| ---- \| ---------------- \| ------ \| ----- \| ----- \| -------------- \| \| 1 \| Patri Guijarro \| 5 \| 10 \| 0.5 \| Barcelona \| \| = \| Aitana Bonmatí \| 5 \| 10 \| 0.5 \| Barcelona \| \| 3 \| Signe Bruun \| 4 \| 7 \| 0.57 \| Real Madrid \| \| = \| Klara Bühl \| 4 \| 8 \| 0.5 \| Bayern Múnich \| \| = \| Linda Caicedo \| 4 \| 8 \| 0.5 \| Real Madrid \| \| = \| Alexia Putellas \| 4 \| 9 \| 0.5 \| Barcelona \| \| = \| Kadidiatou Diani \| 4 \| 10 \| 0.4 \| Olympique Lyon \| Actualizado al último partido disputado el 27 de abril de 2025 (de acuerdo a la página oficial de la competición). |                  |        |       |       |                |
| Pos. | Jugadora         | Asist. | Part. | Prom. | Club           |
| 1 | Patri Guijarro   | 5      | 10    | 0.5   | Barcelona      |
| = | Aitana Bonmatí   | 5      | 10    | 0.5   | Barcelona      |
| 3 | Signe Bruun      | 4      | 7     | 0.57  | Real Madrid    |
| = | Klara Bühl       | 4      | 8     | 0.5   | Bayern Múnich  |
| = | Linda Caicedo    | 4      | 8     | 0.5   | Real Madrid    |
| = | Alexia Putellas  | 4      | 9     | 0.5   | Barcelona      |
| = | Kadidiatou Diani | 4      | 10    | 0.4   | Olympique Lyon |

### Jugadoras con tres o más goles en un partido
| Pos. | Jugadora            | Goles | Fecha                   | Local            |                     | Resultado |                       | Visitante   | Reporte   |
| ---- | ------------------- | ----- | ----------------------- | ---------------- | ------------------- | --------- | --------------------- | ----------- | --------- |
| 1    | Pernille Harder     | 3     | 9 de octubre de 2024    | Bayern de Múnich | Bandera de Alemania | 5 - 2     | Bandera de Inglaterra | Arsenal     | Jornada 1 |
| 2    | Rebecka Blomqvist   | 3     | 13 de noviembre de 2024 | Galatasaray      | Bandera de Turquía  | 0 - 5     | Bandera de Alemania   | Wolfsburgo  | Jornada 3 |
| 3    | Alexandra Popp      | 3     | 20 de noviembre de 2024 | Wolfsburgo       | Bandera de Alemania | 5 - 0     | Bandera de Turquía    | Galatasaray | Jornada 4 |
| 4    | Sveindís Jónsdóttir | 4     | 11 de diciembre de 2024 | Wolfsburgo       | Bandera de Alemania | 6 - 1     | Bandera de Italia     | Roma        | Jornada 5 |